# 埃斯皮诺萨德尔卡米诺
埃斯皮诺萨德尔卡米诺，是西班牙卡斯蒂利亚-莱昂布尔戈斯省的一个市镇。总面积7平方公里，总人口36人（2001年），人口密度5人/平方公里。